# Jan III van Glymes

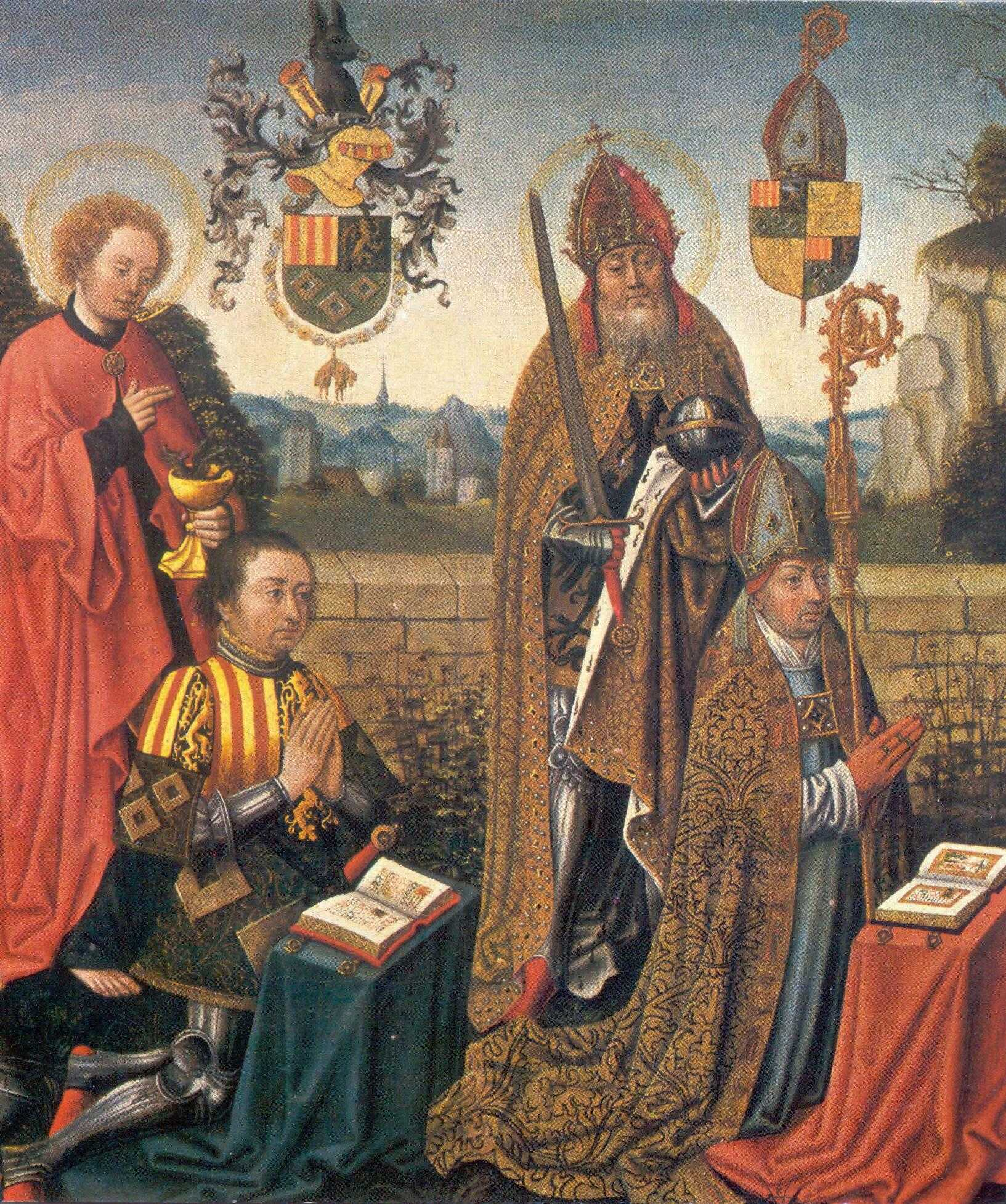
Jan III (links) en zijn broer Hendrik circa 1480

Jan III van Glymes of Jan III van Bergen (Bergen op Zoom, 1452 - Brussel, 1532) was een edelman. Hij was de zoon van Jan II van Glymes en Margaretha van Rouveroy en als zodanig heer van Bergen op Zoom. In 1494 kwam ook Kasteel Croy in bezit van Jan III.

## Leven
Jan III was, evenals zijn vader, een belangrijk man. Zo was hij vanaf 1472 opperjachtmeester van Brabant en zetelde hij vanaf 1477 in de hofraad van Karel de Stoute. In de Slag bij Nancy werd hij gevangen genomen. In 1481 werd Jan III ridder in de Orde van het Gulden Vlies en in 1485 eerste kamerheer van Filips de Schone, wat hij ook zou blijven toen deze aan de macht kwam en onder diens opvolgers. Nog in 1485 werd Jan III stadhouder van Namen en in 1487 lid van de Raad van Financiën. Met zijn broer Hendrik steunde hij Maximiliaan van Oostenrijk tegen de Fransen en tegen Filips van Kleef in de Vlaamse opstand.
Vanwege zijn pro-Engelse koers kwam hij in 1502 in botsing met Filips de Schone en moest hij zijn stadhouderschap afstaan aan zijn pro-Franse rivaal Willem II van Croÿ. Hij verloor ook zijn andere ambten. Jan III ging in 1508 naar Engeland om het huwelijk van Maria Tudor (1496-1533) te regelen. Dankzij landvoogdes Margaretha van Oostenrijk werd hij in 1507 lid van de regentschapsraad en in 1509 weer opperjachtmeester.
Jan III ging om met de keizers Maximiliaan I en Karel V, en correspondeerde met Thomas More, Desiderius Erasmus, Thomas Wolsey en Hendrik VIII van Engeland. Hij was een van twee peters van keizer Karel bij diens doopsel in de Sint-Baafskathedraal te Gent.
Ook was hij deken van de Orde van het Gulden Vlies en executeur van het testament van Margaretha van Oostenrijk. Hij stierf te Brussel.

## Familie
Jan III trouwde in 1487 met Adriana van Brimeu en ze kregen de volgende kinderen:
- Jan van Glymes van Bergen (1489-1514)
- Anna van Glymes van Bergen (1492-1541)
- Adriana van Glymes van Bergen (1495-1524), gehuwd met Filips I van Nassau-Wiesbaden-Idstein
- Filips van Glymes (1498-1525)
- Anton van Glymes (1500-1541)

Omdat zoon Jan vroeg stierf, volgde Anton zijn vader op.

## Voorouders
| Voorouders van Jan III van Glymes | Voorouders van Jan III van Glymes                                     | Voorouders van Jan III van Glymes                                     | Voorouders van Jan III van Glymes                                     | Voorouders van Jan III van Glymes                                     | Voorouders van Jan III van Glymes                                     | Voorouders van Jan III van Glymes                                     | Voorouders van Jan III van Glymes                                     | Voorouders van Jan III van Glymes                                     |
| --------------------------------- | --------------------------------------------------------------------- | --------------------------------------------------------------------- | --------------------------------------------------------------------- | --------------------------------------------------------------------- | --------------------------------------------------------------------- | --------------------------------------------------------------------- | --------------------------------------------------------------------- | --------------------------------------------------------------------- |
| Overgrootouders                   | Jan van Glymes (1366-1428) ∞ 1444 Isabelle de Grez (?-?)              | Jan van Glymes (1366-1428) ∞ 1444 Isabelle de Grez (?-?)              | Hendriks IX van Boutersem (-1419) ∞ Johanna van der Aa (1397-1421)    | Hendriks IX van Boutersem (-1419) ∞ Johanna van der Aa (1397-1421)    | Mathieu van Rouvroy (-1415) ∞ Jeanne van Harverskerke-Wicke (–)       | Mathieu van Rouvroy (-1415) ∞ Jeanne van Harverskerke-Wicke (–)       | Aime van Commercy (-144) ∞ Marie van Chateauvillain (-1423)           | Aime van Commercy (-144) ∞ Marie van Chateauvillain (-1423)           |
| Grootouders                       | Jan I van Glymes (1390–1427) ∞ Johanna van Boutersem (1398-1430)      | Jan I van Glymes (1390–1427) ∞ Johanna van Boutersem (1398-1430)      | Jan I van Glymes (1390–1427) ∞ Johanna van Boutersem (1398-1430)      | Jan I van Glymes (1390–1427) ∞ Johanna van Boutersem (1398-1430)      | Gaucher van Saint Simon (-1458 ∞ Marie van Commercy (–1440)           | Gaucher van Saint Simon (-1458 ∞ Marie van Commercy (–1440)           | Gaucher van Saint Simon (-1458 ∞ Marie van Commercy (–1440)           | Gaucher van Saint Simon (-1458 ∞ Marie van Commercy (–1440)           |
| Ouders                            | Jan II van Glymes (1417-1494) ∞ 1444 Margaretha van Rouveroy (?-1465) | Jan II van Glymes (1417-1494) ∞ 1444 Margaretha van Rouveroy (?-1465) | Jan II van Glymes (1417-1494) ∞ 1444 Margaretha van Rouveroy (?-1465) | Jan II van Glymes (1417-1494) ∞ 1444 Margaretha van Rouveroy (?-1465) | Jan II van Glymes (1417-1494) ∞ 1444 Margaretha van Rouveroy (?-1465) | Jan II van Glymes (1417-1494) ∞ 1444 Margaretha van Rouveroy (?-1465) | Jan II van Glymes (1417-1494) ∞ 1444 Margaretha van Rouveroy (?-1465) | Jan II van Glymes (1417-1494) ∞ 1444 Margaretha van Rouveroy (?-1465) |
| Jan III van Glymes (1452–1532)    |                                                                       |                                                                       |                                                                       |                                                                       |                                                                       |                                                                       |                                                                       |                                                                       |

## Voetnoten
1. ↑  Laetitia V. G. Gorter-Van Royen, Maria van Hongarije, regentes der Nederlanden. Een politieke analyse op basis van haar regentschaps-ordonnanties en haar correspondentie met Karel V, 1995, p. 365

- Biografisch Portaal: 10611582
- Digitale Bibliotheek voor de Nederlandse Letteren: jani006
- Gemeinsame Normdatei: 132272415
- Virtual International Authority File: 65162671